# 1140 Crimea
1140 Crimea är en asteroid i huvudbältet som upptäcktes den 30 december 1929 av den ryske astronomen Grigorij N. Neujmin vid Simeizobservatoriet på Krim. Dess preliminära beteckning var 1929 YC. Den fick senare namn efter Krimhalvön vid Svarta havet, där Simeizobservatoriet är beläget.
Crimeas senaste periheliepassage skedde den 19 juni 2021. Dess rotationstid har beräknats till 9,77 timmar.